# Morozovella
Morozovella es un género de foraminífero planctónico de la familia Truncorotaloididae, de la superfamilia Globorotalioidea, del suborden Globigerinina y del orden Globigerinida. Su especie tipo es Pulvinulina velascoensis. Su rango cronoestratigráfico abarca desde el Selandiense (Paleoceno medio) hasta el Bartoniense inferior (Eoceno medio).

## Descripción
Morozovella incluía especies con conchas trocoespiraladas, de forma umbilico-convexa y trocospira baja o plana; sus cámaras eran romboidales comprimidas a subcónicas; sus suturas intercamerales eran generalmente incididas; su contorno ecuatorial era redondeado o lobulado, y de subredondeado a subcuadrado; su periferia era subaguda a aguda, con muricocarena; su ombligo era amplio y profundo; su abertura principal era interiomarginal, umbilica-extraumbilical, con forma de arco bajo asimétrico; presentaban pared calcítica hialina, macroperforada con poros en copa, y superficie muricada, especialmente alrededor del ombligo (hombreras umbilicales).

## Discusión
Clasificaciones posteriores han incluido Morozovella en la familia Truncorotaloidinoidea. Antiguamente los autores consideraban Morozovella un posible sinónimo subjetivo posterior de Globorotalia. Algunos autores incluyeron en Morozovella especies que posteriormente fueron clasificadas en Parasubbotina, Praemurica  o Acarinina. Algunos autores han excluido de Morozovella algunas especies agrupadas ahora en Morozovelloides.

## Paleoecología
Morozovella incluía especies con un modo de vida planctónico (con simbiontes), de distribución latitudinal cosmopolita, preferentemente tropical-subtropical, y habitantes pelágicos de aguas superficiales (medio epipelágico).

## Clasificación
Se han descrito numerosas especies de Morozovella. Entre las especies más interesantes o más conocidas destacan:
- Morozovella acuta †
- Morozovella acutispira †
- Morozovella aequa †
- Morozovella angulata †
- Morozovella aragonensis †
- Morozovella caucasica †
- Morozovella conicotruncata †
- Morozovella crater †
- Morozovella dolabrata †
- Morozovella edgari †
- Morozovella formosa †
- Morozovella gracilis †
- Morozovella lensiformis †
- Morozovella marginodentata †
- Morozovella occlusa †
- Morozovella pasionensis †
- Morozovella spinulosa †
- Morozovella subbotinae †
- Morozovella velascoensis †

Un listado completo de las especies descritas en el género Morozovella puede verse en el siguiente anexo.